# تارو أراكي
تارو أراكي (بالكانا:あらき たろう) هو كاتب سيناريو ومخرج وممثل ياباني، ولد في 16 فبراير 1961 في اليابان.

## وصلات خارجية
- تارو أراكي على موقع IMDb (الإنجليزية)
- تارو أراكي على موقع أول موفي (الإنجليزية)
- تارو أراكي على موقع قاعدة بيانات الفيلم (الإنجليزية)
- تارو أراكي على موقع كينوبويسك (الروسية)